# リーラ・ジョセフォウィッツ
リーラ・ジョゼフォヴィッツまたはジョゼフォヴィチ（Leila Bronia Josefowicz, 1977年10月20日 - ）は、ニューヨーク在住のユダヤ系カナダ人ヴァイオリニスト。父は物理学者のジャック・ジョゼフォヴィッツ (Jack Josefowicz)、母は生物学者のウェンディ・ジョゼフォヴィッツ (Wendy Josefowicz)。

## 経歴
オンタリオ州ミシサガに、ポーランド系イギリス人の家庭に生まれる。両親共にユダヤ人であり、幼児期に家族とともにカリフォルニア州へ移り、3歳半からスズキ・メソードを交えたヴァイオリン教育を受ける。
13歳でフィラデルフィアへ移り、カーティス音楽院に入学。フェリックス・ガリマー、ヤッシャ・ブロツキー、ジョーゼフ・ギンゴールド、ハイメ・ラレードに師事。10代でフィラデルフィア管弦楽団、クリーヴランド管弦楽団、ロサンジェルス・フィルハーモニー管弦楽団、ヒューストン交響楽団、シカゴ交響楽団、モントリオール交響楽団、トロント交響楽団と共演する。
1994年にカーネギー・ホールにおいて、ネヴィル・マリナー指揮のアカデミー室内管弦楽団とともにチャイコフスキーの協奏曲を演奏してデビューを果たす。同年にフィリップスと契約を結び、チャイコフスキーとシベリウスの協奏曲を録音した。
ソリストとして、北米、欧州、日本、中国、豪州での演奏旅行に多忙な日々を送る。

## 使用楽器
1993年から1994年まで、ストラディヴァリ協会より貸与されたストラディヴァリウス「ルビー」を用いていたが、その後はハーバート・アクセルロッドより貸与された1739年製のグァルネリウス・デル・ジェズー「エーベルゾルト」を愛用している。上記のデビュー・アルバムでは両方の楽器が使われており、音色の聴き比べを楽しめる。